# Dischissus bisemilunatus
Dischissus bisemilunatus is een keversoort uit de familie van de loopkevers (Carabidae). De wetenschappelijke naam van de soort is voor het eerst geldig gepubliceerd in 1991 door Xie & Yu.